# Fungalvaz
Fungalvaz é uma localidade da freguesia de Assentiz, Município de Torres Novas, Distrito de Santarém, Portugal.
É uma das maiores povoações da freguesia, que em tempos se desenvolveu e cresceu em todos os sentidos. Fica situada a norte do município, fazendo fronteira com o Município de Tomar.